# Wiśniowiecki

Das Adelswappen der Familie Wiśniowiecki, Wappengemeinschaft Korybut

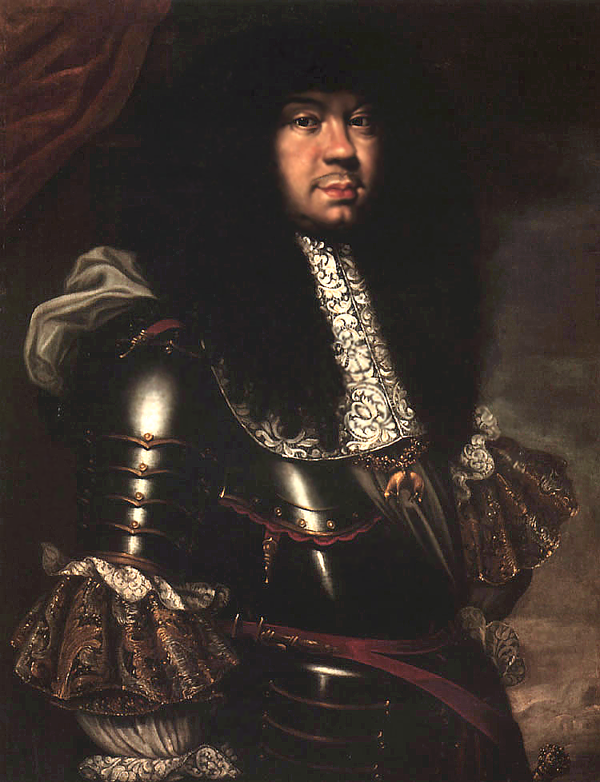
Michael I. Wiśniowiecki, König von Polen (1640–1673)

Wiśniowiecki ist der Name eines bedeutenden polnischen Hochadelsgeschlechts ruthenischer Herkunft. Der Stammsitz der Familie war Wiśniowiec (heute Wyschniwez, Ukraine, ukrainisch: Вишнівець). Die weibliche Form des Namens lautet Wiśniowiecka. 

## Geschichte
Begründer des Geschlechts war der Knjas Michał Zbaraski Wiśniowiecki (gest. 1516 oder 1517), vermutlich ein Nachfolger der Rurikiden, obwohl sich die Familie auf ihre Abstimmung von Großfürst Gediminas von Litauen und das Geschlecht des Kaributas (Korybut), des Herrschers von Nowhorod-Siwerskyj berief. Im späten 16. Jahrhundert trat die Familie durch Jeremi Wiśniowiecki zum katholischen Glauben über und wurde polonisiert. Die Familie erlosch mit Michał Serwacy Wiśniowiecki 1744 im Mannesstamm.

## Namensträger
Bedeutende Träger dieses Namens waren:
- Dmytro Wyschneweckyj „Bajda“ (ca. 1535–1563), litauisch-ruthenischer Fürst und Feldherr, populärer erster Ataman der registrierten Kosaken von Saporischschja, Begründer des Sitsch von Saporischschja
- Jeremi Wiśniowiecki (ukrainisch Ярема Вишневецький, polnisch Jeremi Wiśniowiecki) (1612–1651), populärer polnischer Fürst, Feldherr in neun Kriegen und Staatsbeamter (Starost, Wojewode); Vater des polnischen Königs Michael I. (Michał Korybut Wiśniowiecki)
- Michael I. Korybut Wiśniowiecki (1640–1673), polnischer Fürst und Staatsmann (König von Polen und Großfürst von Litauen).
- Michał Serwacy Wiśniowiecki (1680–1744), litauischer Großhetman und Großkanzler